# Tristichium sinense
Tristichium sinense är en bladmossart som beskrevs av Brotherus 1924. Tristichium sinense ingår i släktet Tristichium och familjen Ditrichaceae. Inga underarter finns listade i Catalogue of Life.